# Keep On
Keep On è il terzo album in studio del cantante britannico Will Young, pubblicato il 14 novembre 2005.

## Tracce
1. Keep On – 4:44 (Will Young, Stephen Lipson, Heff Moraes, Francis White)
2. Switch It On – 3:47 (Will Young, Stephen Lipson, Ronnie Peterson, Karen Poole, Steve Wolf)
3. All Time Love – 3:54 (Jamie Hartman)
4. Ain't Such a Bad Place to Be – 3:21 (Blair MacKichan, Karen Poole)
5. Think It Over – 4:38 (Will Young, Johnny Douglas, Karen Poole)
6. Who Am I – 4:27 (Francis White, Lucie Silvas)
7. Happiness – 5:16 (Shawn Lee)
8. Save Yourself – 3:21 (Francis White)
9. Madness – 4:27 (Will Young, James Gass, Sean Hurley, Robin Thicke)
10. All I Want – 3:53 (Will Young, Dan Carey)
11. Think About It – 4:50 (Will Young, Stephen Lipson, Francis White)
12. Home – 6:22 (Will Young, Karen Poole, Nitin Sawhney)
13. Your Game – 4:09 (Will Young, Karen Poole, Nitin Sawhney)

## Classifiche

### Classifiche settimanali
| Classifiche (2005) | Posizione massima |
| ------------------ | ----------------- |
| Irlanda            | 33                |
| Paesi Bassi        | 85                |
| Regno Unito        | 2                 |

### Classifiche di fine anno
| Classifica (2005) | Posizione |
| ----------------- | --------- |
| Regno Unito       | 34        |
| Classifica (2006) | Posizione |
| Regno Unito       | 38        |